# Rozdrażew
Rozdrażew is een dorp in het Poolse woiwodschap Groot-Polen, in het district Krotoszyński. De plaats maakt deel uit van de gemeente Rozdrażew en telt 1800 inwoners.

## Verkeer en vervoer
- Station Rozdrażew